# Karamoja-apalis
De karamoja-apalis (Apalis karamojae) is een zangvogel uit de familie Cisticolidae.

## Verspreiding en leefgebied
Deze soort komt voor in noordoostelijk Oeganda.